# Giovanni Giraud
Giovanni Giraud (Roma, 28 ottobre 1776 – Napoli, 1º ottobre 1834) è stato un drammaturgo, poeta e banchiere italiano.

## Biografia

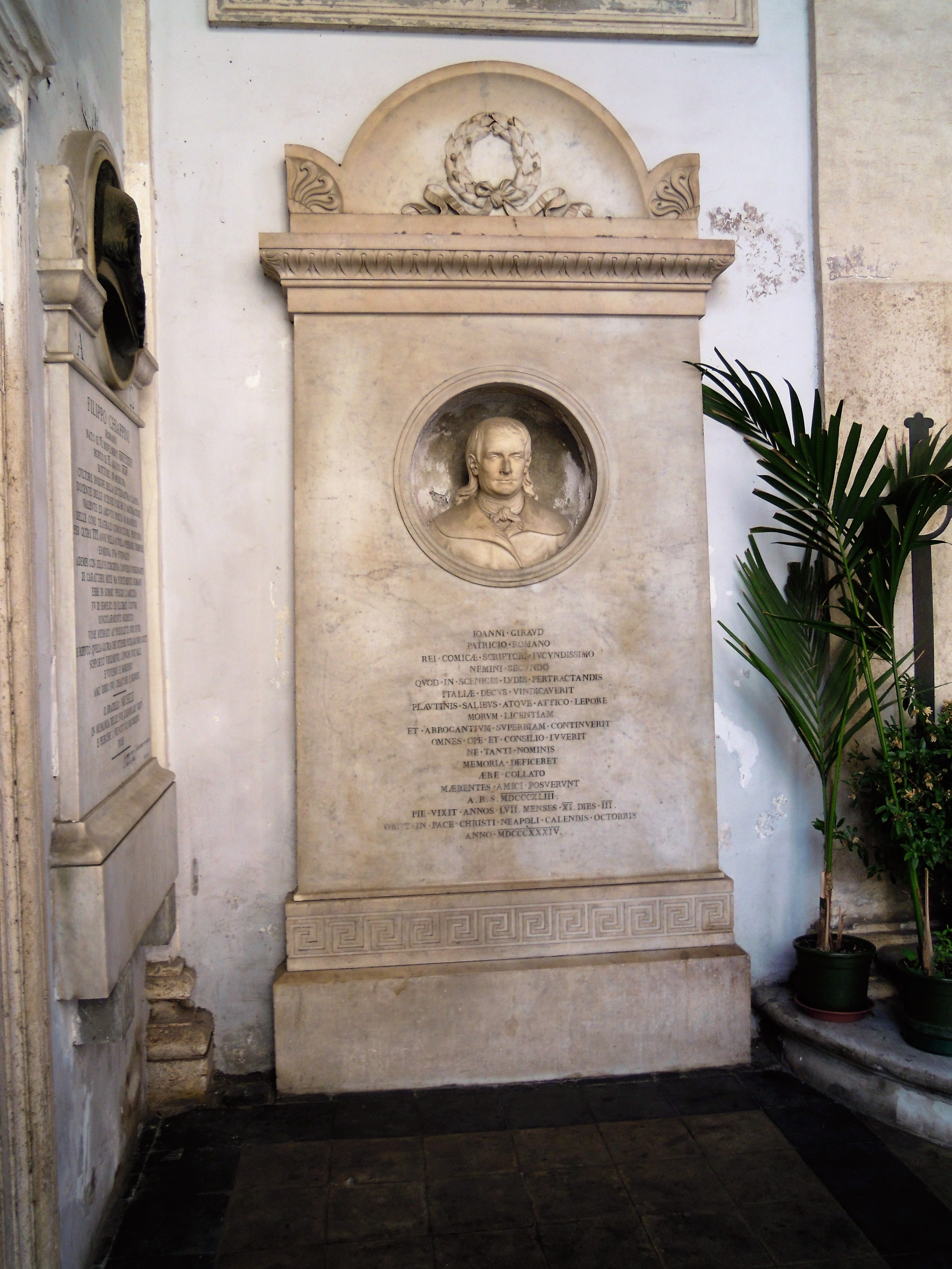
Lapide commemorativa di Giraud nell'atrio della basilica di S. Eustachio a Roma

Apparteneva a una famiglia nobile francese trapiantata da tempo a Roma, ed ebbe la sua formazione in un ambiente chiuso e rigido. Cresciuto in mezzo all'aristocrazia e al clero, rivolse più tardi contro questi gli strali delle sue satire.
Il suo primo successo teatrale fu la commedia La conversazione al buio, che venne messa in scena a sua insaputa a Venezia nel 1804.
Il suo lavoro più famoso, insieme al Don Desiderio disperato per eccesso di buon cuore e al Galantuomo per transazione è la commedia L'ajo nell'imbarazzo, rappresentata per la prima volta al Teatro Valle di Roma nell'autunno del 1807 e ripresa presto in altre città italiane e a Parigi (nel 1812 addirittura in tre teatri contemporaneamente). Gaetano Donizetti compose un'opera buffa sul libretto che Jacopo Ferretti aveva ricavato dalla commedia (L'ajo nell'imbarazzo, Roma 1824).
Nel 1813, durante l'epoca napoleonica, fu nominato commissario dei teatri dei dipartimenti francesi al di là delle Alpi. Fissò la sede di questo nuovo ufficio a Torino. 
Nel 1817 Giraud fondò una casa di commercio, con la quale rilevò le proprietà della famiglia livornese Calamai, divenendo proprietario della villa di Monterotondo a Livorno e dell'Abbazia di San Lorenzo a Coltibuono. Tuttavia, il conte Giraud fu accusato di truffa e tutte le proprietà già del Calamai furono cedute pochi anni dopo al principe Stanisław Poniatowski e ai suoi eredi.
Ritiratosi a Roma, si improvvisò banchiere, ma ridottosi in povertà, si trasferì ad Albano Laziale e quindi a Napoli.
La figlia Teresa, nata nel 1814, organizzò la fuga di Pio IX a Gaeta, assieme al marito, il conte Karl von Spaur, che era ambasciatore del Regno di Baviera presso il Papa.